# Okrajno sodišče v Trebnjem
Okrajno sodišče v Trebnjem je okrajno sodišče Republike Slovenije s sedežem v Trebnjem, ki spada pod Okrožno sodišče v Novem mestu Višjega sodišča v Ljubljani. Trenutna predsednica (2007) je Alenka Kranjc.